# Lanksaare
Lanksaare – wieś w Estonii położona w gminie Saarde, w prowincji Parnawa, niedaleko granicy estońsko-łotewskiej.
Większość terenów wsi znajduje się na terenie Parku Narodowego Sookuninga.
Według spisu ludności z 2011 roku, w Lanksaare mieszkało wtedy 11 osób.